# 庙后山遗址
庙后山遗址，位于中华人民共和国辽宁省本溪市本溪满族自治县小市镇山城子村庙后山南坡的一个天然洞穴中，为迄今为止中国东北地区发现的最早的人类活动遗迹，有“东北人文祖源”“东北第一人”之称。现为中国全国重点文物保护单位。

## 简介
1978年，当地村民开山打石时，发现了庙后山遗址。1978年至1983年间，考古人员对此地进行了四次发掘，出土了两颗人类牙齿化石以及一些儿童股骨化石，化石体质特征介于直立人与早期智人之间；此外现场还发现了人工打制石器、少量骨器以及七十余块哺乳动物化石等，并发现有用火遗迹。通过铀系法测定，该处发现的古人类化石是当时东北地区已发掘人类化石中年代最早的。庙后山遗址的发现，证明旧石器时代初期的辽东地区已经有了人类活动，与北京猿人等古人类同处一个时代。1988年12月，庙后山遗址被列入第四批辽宁省文物保护单位，2006年5月又被列入第六批全国重点文物保护单位。
2012年7月开始，庙后山遗址考古发掘工作再次启动。经过多年发掘，截至2016年7月，共计出土万余件古生物化石、百余件土石器以及一定数量的刃类、尖类骨器等，并且还发现了约50万年前古人类使用的火塘遗址。
曾亲临现场考察的中国著名考古学家贾兰坡在《庙后山》一书的序言中写到：“庙后山遗址的发现，等于辽宁省在旧石器时代考古学上打开了一个缺口，必然会引起连锁反应，新发现也会源源而来。……因为庙后山这个遗址的位置，与临近国家在远古文化的传播上起着桥梁作用”。